# José Ricardo dos Santos Oliveira
José Ricardo dos Santos Oliveira (* 19. Mai 1984 in João Pessoa), auch bekannt als Ricardinho, ist ein ehemaliger brasilianischer Fußballspieler.

## Karriere
Ricardinho begann seine Karriere 2000 bei Santa Cruz FC. 2002 wurde er an den japanischen Kashiwa Reysol ausgeliehen. Von 2004 bis 2006 war er bei SE Palmeiras und Grêmio FBPA unter Vertrag. 2005 feierte er mit Grêmio die Zweitligameisterschaft und den Aufstieg in die erste Liga. 2006 wurde er mit dem Verein Tabellendritter der Campeonato Brasileiro Série A. 2007 wechselte er zum südkoreanischen Jeju SK FC. 2008 kehrte er nach Brasilien zurück. Hier spielte er bis 2009 für Figueirense FC. Danach spielte er bei Botafogo FR, AD São Caetano und Guaratinguetá Futebol. 2014 beendete er seine Karriere als Fußballspieler.